# Xylocopa bimaculata
Xylocopa bimaculata là một loài Hymenoptera trong họ Apidae. Loài này được Friese mô tả khoa học năm 1903.